# Xã Champion, Quận Douglas, Missouri
Xã Champion (tiếng Anh: Champion Township) là một xã thuộc quận Douglas, tiểu bang Missouri, Hoa Kỳ. Năm 2010, dân số của xã này là 269 người.